# Contractació del sector públic espanyol
La contractació del sector públic a l'estat espanyol fa referència a l'activitat desenvolupada per parts dels ens, els organismes o les entitats que, de conformitat amb la Llei 30/2007, de 30 d'octubre, de contractes del sector públic, en formen part i subscriuen contractes onerosos, qualsevol que sigui la seva naturalesa, amb terceres persones, per a la consecució de determinades finalitats d'interès general, dins de l'àmbit territorial català.

## Marc Jurídic

### Normativa Europea i Internacional
Per la influència que tenen els contractes públics en la construcció del mercat interior, les legislacions dels estats membres de la Unió Europea s'han d'adaptar a la legislació comunitària. En primer lloc, al dret originari o tractats constitutius, ja que els tractats contenen diversos principis d'aplicació directa a la contractació: 
- la llibertat de circulació de mercaderies
- la llibertat d'establiment
- la lliure prestació de serveis i els principis generals que es concreten, en matèria de contractació, en els principis d'igualtat, no-discriminació, publicitat, reconeixement mutu, proporcionalitat, objectivitat i transparència.

En segon terme, al dret derivat (Reglaments comunitaris, directives), que ha esdevingut complet i s'ha instrumentat a través de diverses normes que regulen els procediments d'adjudicació dels contractes públics. Les més rellevants són les següents:
- Directiva 2004/18/CE, de 31 de març, que regula la coordinació dels procediments d'adjudicació dels contractes públics d'obres, de subministraments i de serveis, i que ha refós i unificat les directives anteriors (la Directiva 92/50/CEE, sobre contractes de serveis; la Directiva 93/37/CEE, sobre contractes de subministrament, i la Directiva 93/36/CEE, sobre contractes d'obres).
- Directiva 89/665/CEE i Directiva 92/13/CEE, relatives a garanties dels contractistes i règim de recursos en l'adjudicació de contractes públics de subministraments i d'obres.
- Directiva 2004/17/CE, de 31 de març, que regula la coordinació dels procediments d'adjudicació de contractes en els sectors de l'aigua, l'energia, els transports i els serveis postals

Cal remarcar que la normativa de contractació comunitària s'estableix des de la perspectiva de les fases de preparació del contracte i, sobretot, de l'adjudicació, i això sempre a partir d'un llindar econòmic determinat, normalment de quantia elevada. No s'hi contenen disposicions relatives al règim jurídic substantiu (drets i obligacions) dels contractes, que es recullen a la normativa de cada estat membre. També hi són aplicables diverses normes de dret internacional, com ara l'Acord sobre l'espai econòmic europeu, l'Acord sobre compres del sector públic (GATT), l'Acord sobre contractació pública de l'Organització Mundial del Comerç, i els altres acords o tractats internacionals subscrits per Espanya i que es troben en vigor.

### Normativa Espanyola
La Constitució espanyola atribueix a l'Estat en funció de l'article 148.1.18 la competència exclusiva per establir la legislació bàsica sobre contractes i concessions administratives. Fruit d'aquesta atribució competencial, l'any 2007 s'aprova la Llei 30/2007, de 30 d'octubre, de contractes del sector públic, la majoria dels preceptes de la qual tenien caràcter bàsic i eren, per tant, d'aplicació general a totes les administracions públiques espanyoles i als ens i organismes que s'hi relacionen. La LCSP es troba derogada pel Reial decret legislatiu 3/2011, de 14 de novembre, pel qual s'aprova el Text Refós de la Llei de Contractes del Sector Públic. Sobre aquestes bases, les comunitats autònomes poden dictar la legislació de desenvolupament.

## El concepte legal dels contractes del sector públic
Definim contracte com l'acord de voluntats entre dues persones o més que produeix drets i deures jurídics (obligacions). L'obligació és definida com la relació jurídica en virtut de la qual una persona (deutor) té el deure jurídic de realitzar una prestació a favor d'una altra persona (creditor), la qual té el poder o dret d'exigir-la-hi.
La contractació del sector públic fa referència a l'activitat desenvolupada per parts de l'administració pública que subscriuen contractes onerosos, qualsevol que sigui la seva naturalesa, amb terceres persones per a la consecució de determinades finalitats d'interès general. De la mateixa manera la llei 30/2007 també regula les subvencions públiques i els contractes d'obres públiques.
L'article 1 de la llei 30/2007 explica els següents principis rectors de la contractació pública, que admeten excepcions:
- Llibertat d'accés a les licitacions.
- Publicitat dels procediments.
- Transparència dels procediments, però també confidencialitat de les informacions subministrades pels empresaris.
- No-discriminació i igualtat de tracte entre els candidats.
- Llibertat de pactes.
- Formalitat.
- Execució dels contractes administratius a risc i ventura del contractista..

## El sector Públic
La Llei 30/2007, regula també quins organismes es considera que formen part del sector públic espanyol. Concretament en l'article 3.1 especifica que formen part d'aquest sector:
- L'Administració general de l'Estat, les administracions de les comunitats autònomes i les entitats que integren l'Administració local.
- Les entitats gestores i els serveis comuns de la Seguretat Social.
- Els organismes autònoms, les entitats públiques empresarials, les universitats públiques, les agències estatals i qualsevol entitat de dret públic amb personalitat jurídica pròpia que es vinculen a un subjecte que pertany al sector públic.
- Les societats mercantils en el capital social de les quals la participació pública, directa o indirecta, no és superior al 50%
- Els consorcis dotats de personalitat jurídica segons diu la llei 30/1992[5]
- Les fundacions que es constitueixen amb una aportació majoritària, directa o indirecta, d'una o diverses entitats integrades en el sector públic, o el patrimoni fundacional de les quals, amb un caràcter de permanència, està format en més d'un 50% per béns o drets públics.
- Les mútues d'accidents de treball i malalties professionals de la Seguretat Social.
- Qualssevol ens, organismes o entitats amb personalitat jurídica pròpia, que han estat creats específicament per a la satisfacció de necessitats d'interès general que no tenen caràcter industrial o mercantil, sempre que el sector públic en financin majoritàriament l'activitat, en controli la gestió o en nomeni més de la meitat dels membres de l'òrgan d'administració, direcció o vigilància.
- Les associacions constituïdes pels ens, els organismes i les entitats esmentades anteriorment.

### Administracions Públiques
La llei 30/2007 atorga la consideració d'administracions públiques a:
- L'Administració general de l'Estat, les administracions de les comunitats autònomes i les entitats que integren l'Administració local.
- Les entitats gestores i els serveis comuns de la Seguretat Social
- Els organismes autònoms.
- Les universitats públiques.
- Les entitats de dret públic que, amb independència funcional o amb una especial autonomia reconeguda per la llei, tenen atribuïdes funcions de regulació o control de caràcter extern sobre un determinant sector o activitat.
- Les entitats de dret públic vinculades a una o més d'una administració pública o que en depenen, sempre que acompleixin alguna de les característiques següents:
  - Que l'activitat principal no consisteixi en la producció en règim de mercat de béns i serveis destinats al consum individual o col·lectiu, o que efectuïn operacions de redistribució de la renda i de la riquesa nacional, en tot cas sense afany de lucre.
  - Que no es financin majoritàriament amb ingressos, qualssevol que sigui la seva naturalesa, obtinguts com a contrapartida al lliurament de béns o a la prestació de serveis.

### Poders adjudicadors
La llei 30/2007 també regula aquells organismes que es poden considerar poders adjudicadors:
- Les administracions públiques.
- Tots els altres ens, els organismes o les entitats amb personalitat jurídica pròpia diferents de les administracions públiques, que han estat creats específicament per a la satisfacció de necessitats d'interès general que no tenen caràcter industrial o mercantil, sempre que un o més d'un dels subjectes que es consideren poder adjudicador d'acord amb els criteris de la llei 30/2007.[3]
- Les associacions constituïdes pels ens, els organismes i les entitats esmentades anteriorment.

## Tipus de contracte del sector públic

### Contracte d'obres

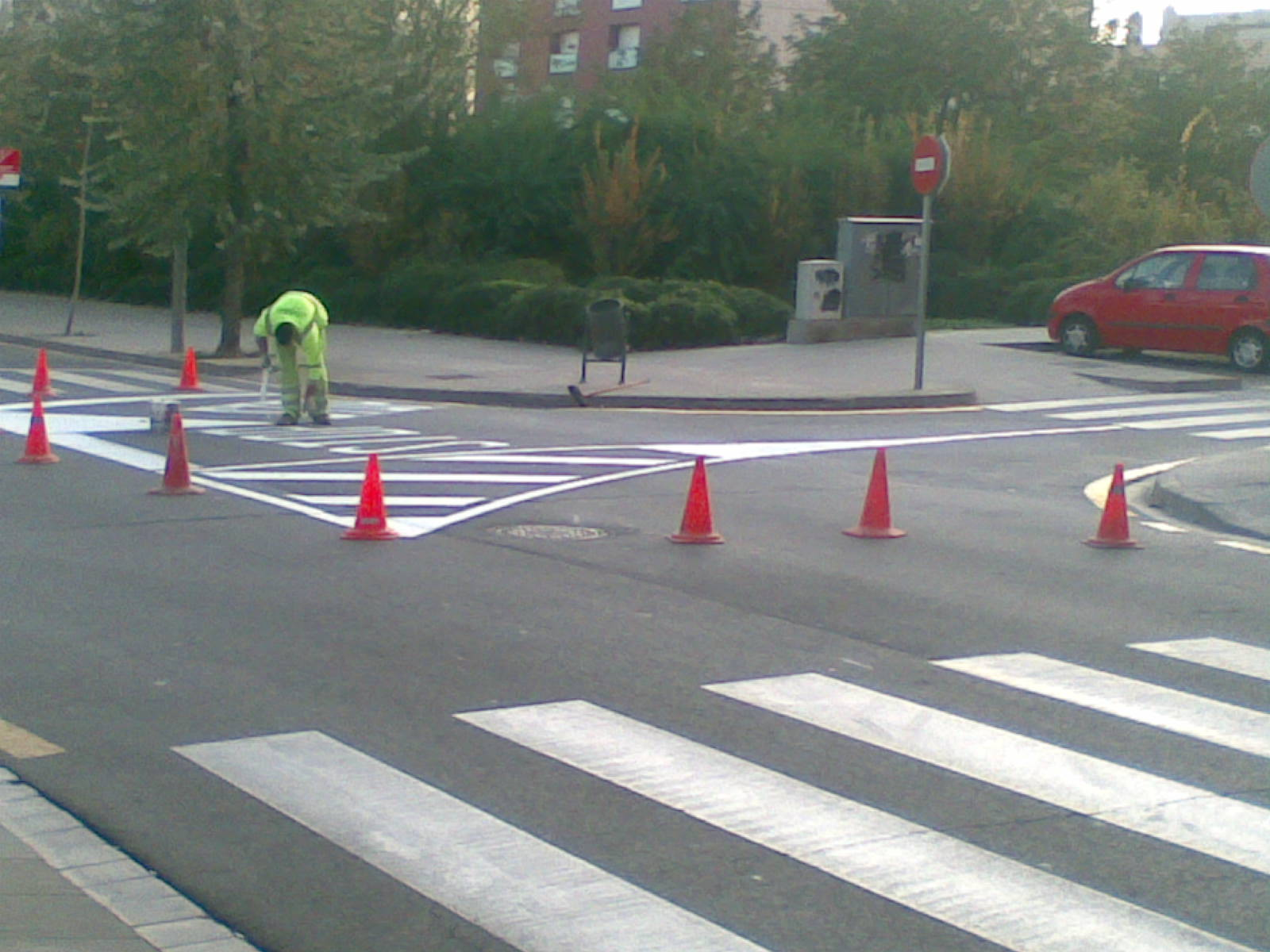
Exemple de contracte d'obres a Castellar del Vallès

Té per objecte la realització d'una obra segons indica la llei 30/2007 com per exemple els moviments de terres, o la realització per qualsevol mitjà d'una obra que respongui a les necessitats especificades per l'entitat del sector públic contractant. A més d'aquestes prestacions, el contracte pot comprendre, si escau, la redacció del projecte corresponent. Per obra s'entén el resultat d'un conjunt de treballs de construcció o d'enginyeria civil, destinat a complir per si mateix una funció econòmica o tècnica, que tingui per objecte un bé immoble.
Cal mencionar que la llei 30/2007 assegura que per aquesta via es contractaran totes les execucions de treball previstes en l'annex 1 de la llei.

### Contracte de concessió d'obres públiques

El Túnel del Cadí és un exemple de Concessió d'obra pública

Tenen per objecte la realització per part del concessionari d'una de les prestacions que integren l'objecte del contracte d'obres, incloses la reparació i manteniment dels immobles o instal·lacions, a canvi d'una contraprestació que consisteix, per força, en el dret a explotar econòmicament l'obra i, opcionalment, en la percepció d'un preu que s'afegeix al dret d'explotació. D'alguna manera l'administració manté una relació contractual, ja que abona l'obra amb un preu més dret d'explotació que com a màxim és de 40 anys.

### Contracte de gestió de serveis públics o concert
És el contracte en virtut del qual una administració pública encomana a una persona, natural o jurídica, la gestió d'un servei la prestació del qual ha estat assumida com a pròpia de la seva competència. No constitueixen contractes de gestió de serveis els supòsits en els quals la gestió del servei públic s'efectua mitjançant la creació d'entitats de dret públic destinades a aquesta finalitat, ni els supòsits en els quals la gestió s'atribueix a una societat de dret privat el capital social de la qual és, en la seva totalitat, de titularitat pública. També es coneix com a concert. Són clars exemples l'explotació d'alguns serveis funeraris o de l'educació concertada.

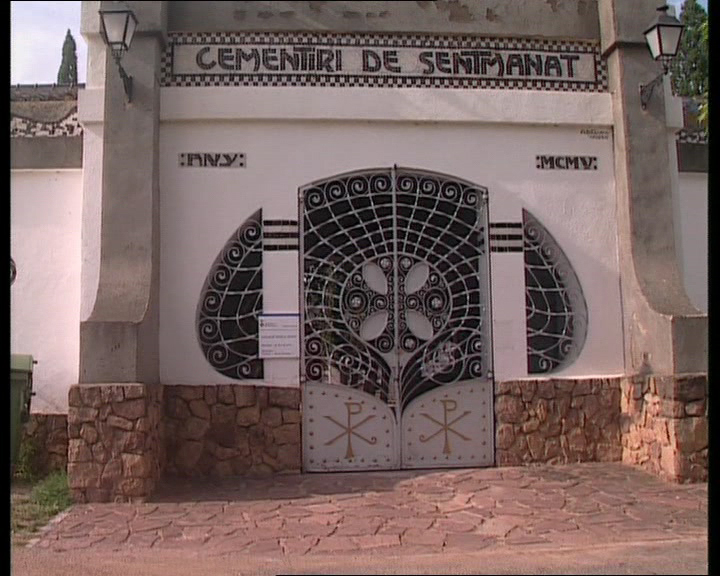
Alguns tanatoris funcionen com a gestió de serveis públics

En aquest cas la llei 30/2007 estableix una durada màxima per aquest tipus de contractes:
- 60 anys: En el cas d'execució d'obres i explotació duna llotja.
- 50 anys: En el cas d'execució d'obra i execució del servei.
- 25 anys: En el cas d'explotació de serveis no sanitaris.
- 10 anys: En el cas d'explotació de serveis sanitaris, sempre que no suposin l'execució de l'obra.

### Concessió
Es concedeix a una empresa privada a propi risc i ventura l'explotació del servei.

### Contracte de subministraments
Tenen per objecte l'adquisició, l'arrendament financer o l'arrendament, amb opció de compra o sense, de productes o béns mobles. Sense perjudici de les disposicions sobre programes
d'ordinador, no tenen la consideració de contracte de subministraments els contractes relatius a propietats incorporals (patents, marques i valors negociables), a excepció dels programes d'ordinador fets mida per a l'administració que suposen un contracte de serveis. Concretament, es consideren contractes de subministraments aquells que:
- L'empresari s'obliga a lliurar béns successius a un preu unitari, sense determinar la quantía total, ja que els lliuraments depenen de les necessitats.
- Quan l'objecte d'adquisició, sigui en el camp de les telecomunicacions o el tractament de la informació o siguin dispositius o programes d'aquest.
- Fabricació de cosa o coses amb peculiaritats especials, encara que l'administració s'obligui a aportar totalment o parcialment part dels materials.
- La durada la fixa l'òrgan contractació administratiu.

### Gestió interessada
L'administració participa amb el contractista de l'explotació. Un clar exemple seria un sistema de piscines municipals on l'explotació de la piscina va a càrrec de l'ens local, però els socorristes van a càrrec d'una empresa privada.

### Contracte de serveis
Tenen per objecte prestacions de fer que consisteixen en el desenvolupament d'una activitat o
que estan dirigides a l'obtenció d'un resultat diferent d'una obra o d'un subministrament. En definitiva, és aquell contracte diferent del d'obra o subministrament.

### Contractes de col·laboració
És el contracte en virtut del qual una administració pública encarrega a una entitat de dret privat, per un període determinant en funció de l'amortització de les inversions o de les fórmules de finançament que s'han previst, la realització d'una actuació global i integrada que, a més, del finançament de determinats objectius de servei públic o relacionats amb actuacions d'interès general, comprèn alguna de les prestacions següents:
- La construcció, instal·lació o transformació d'obres, equips, sistemes i productes o béns complexos, i també el manteniment, l'actualització o renovació, explotació o gestió.
- La gestió integral del manteniment d'instal·lacions complexes.
- La fabricació de béns i la prestació de serveis que incorporen tecnologia específicament desenvolupada amb el propòsit d'aportar solucions més avançades i econòmicament més avantatjoses que les existents en el mercat.
- Altres prestacions de serveis lligades amb el desenvolupament per part de l'Administració del

servei públic o actuació d'interès general que li hagi estat encomanada.
Només es pot subscriure aquest contracte si prèviament s'ha posat de manifest que altres
fórmules alternatives de contractació no permeten la satisfacció de les finalitats públiques. La contraprestació que ha de percebre el contractista col·laborador consisteix en un preu que se satisfà durant tota la durada del contracte i que pot estar vinculat al compliment de determinats objectius de rendiment.

### Economia mixta
Es tradueix en una societat mercantil on la meitat del capital és públic i la meitat és privat.

### Contractes de col·laboració entre el sector privat i el públic
Aquests contractes, es fan en casos en els que l'obra és molt complex, i tenen un termini de 20 anys si no es realitza l'obra i de 40 anys en els casos que se sumi la concessió d'obra pública. Un exemple seria el sincotró ALBA.

## Contractes subjectes a harmonització regulada
La diferència entre aquests tipus de contracte queda resumit en la següent taula, en funció del que diu la llei 30/2007: Canvien limits 9/2017
| Tipus de contracte                                 | No Subjecte a Regulació Harmonitzada | Subjecte a Regulació Harmonitzada           | Inclou IVA  |
| -------------------------------------------------- | ------------------------------------ | ------------------------------------------- | ----------- |
| Contractes de col·laboració sector públic i privat | Mai                                  | Sempre                                      | Irrellevant |
| Contractes d'Obres i concessió d'obra              | Quantitats inferiors a 4.845.000 €   | Quantitats iguals o superiors a 4.845.000 € | Exclòs      |
| Contracte de subministrament i serveis             | Quantitats inferiors a 193.000 €     | Quantitats iguals o superiors a 193.000 €   | Exclòs      |

Aquests contractes cal sotmetre'ls a publicitat europea, mitjançant el DOUE.

## Contractes administratius
Els contractes d'obres, de concessió d'obres públiques, de gestió de serveis públics, de subministraments, de serveis, i de col·laboració entre el sector públic i el sector privat.
Tenen naturalesa administrativa especial, els contractes que no es troben en la llista anterior pero que estan vinculats al gir o tràfic específic de l'administració contractant o per satisfer de forma directa i immediata una finalitat pública de la seva específica competència, sempre que no tinguin expressament atribuït el caràcter de contractes privats.
La Jurisdicció contenciosa administrativa és la competent per a la resolució de les qüestions litigioses relatives a la preparació, l'adjudicació, els efectes, el compliment i l'extinció dels contractes administratius.

## Contractes privats
Són aquells contractes subscrits per part dels ens, els organismes i les entitats del sector públic que no reuneixen la condició d'Administració pública. Els contractes subscrits per una administració pública si tenen per objecte serveis compresos en la categoria 6 de l'annex II de la LCSP (financers), la creació i interpretació artística i literària o els espectacles compresos en la categoria 26, i la subscripció a revistes, publicacions periòdiques i bases de dades, i també qualssevol contractes diferents dels contractes administratius.

## Contractació electrònica
La potenciació dels mitjans electrònics, informàtics i telemàtics en la contractació pública ja ha estat objecte d'atenció de la Unió Europea a través de la Directiva 2004/18/CE, que ha suposat en l'àmbit de l'Administració de la Generalitat de Catalunya, el Decret 96/2004, de 20 de gener, inspirat en la normativa comunitària, que ha regulat la utilització dels mitjans electrònics, informàtics i telemàtics en la contractació de la Generalitat, incorporant solucions que posteriorment han estat d'inspiració per la llei 30/2007.
Finalment, i de forma comuna per a totes les entitats del sector públic, la 30/2007 ha admès i
regulat de manera general la utilització dels mitjans electrònics, informàtics i telemàtics tant pel que fa als mitjans de comunicació (disposició addicional divuitena) com a l'ús dels
mitjans esmentats en els procediments de contractació (disposició addicional dinovena):
- Els mitjans electrònics utilitzables, la informació i les especificacions tècniques, i els programes i les aplicacions necessaris han d'estar a disposició de tothom, no ser discriminatoris, ser d'ús general i fàcil accés, i ser compatibles amb altres tecnologies de la comunicació i la informació.
- Els sistemes de comunicació i d'intercanvi i emmagatzematge de la informació han de poder garantir de forma raonable la integritat de les dades transmeses, l'accessibilitat autoritzada i la seguretat en matèria de virus o altres programes nocius.
- Les aplicacions per a les comunicacions i notificacions han d'acreditar la data i l'hora de l'emissió i la recepció, la integritat del contingut, i el remitent i el destinatari.
- Els plecs de clàusules han d'informar sobre els formats electrònics admissibles.
- S'estableix com a principi general el d'equivalència funcional entre els mitjans tradicionals i els electrònics, amb plena validesa jurídica.
- S'han de signar de forma electrònica i es preveu la factura electrònica en la contractació pública.

### Altres instruments
- Perfil del contractant:[3] S'ha de difondre exclusivament per Internet, sens perjudici d'altres mitjans en funció del que diu la llei, incloent de manera obligatòria l'adjudicació provisional dels contractes.
- La plataforma de serveis de contractació com a eina d'informació i de prestació de serveis. A nivell de la Generalitat de Catalunya hi ha aprovada l'aplicació de la Plataforma de serveis de contractació pública.[12]
- També, en l'àmbit de la Generalitat de Catalunya, destaca el Registre electrònic d'empreses licitadores conegut com a RELI creat pel decret 107/2005[12] i aprovada per ordre del conseller d'economia i finances, en aquell moment Antoni Castells[13]

## Procediments electrònics de contractació
Sobre la base de la normativa comunitària de contractació pública a la qual hem fet referència, la 30/2007 ha previst dos procediments concrets d'adjudicació electrònica que els òrgans de contractació poden implementar amb caràcter potestatiu: la subhasta electrònica i el sistema dinàmic d'adquisició.

### Subhasta electrònica
La subhasta electrònica és un procés basat en un dispositiu electrònic que permet presentar diferents ofertes que poden anar referides únicament al preu (quan el contracte s'adjudica al preu més baix), o bé es poden referir tant al preu com a altres elements de l'oferta quantificables fixats en el plec de clàusules. La subhasta electrònica es pot utilitzar en els procediments oberts, els restringits i alguns de negociats, i pot desenvolupar-se en diferents fases successives. El tancament de la subhasta es fixa amb referència a un o més d'un dels criteris següents: 
- L'assenyalament d'una data i hora concreta.
- La falta de presentació de nous preus o nous valors.
- La finalització de les fases establertes.

### Sistema dinàmic d'adquisició
És un procés d'adquisició electrònic que s'utilitza per a compres d'ús corrent, té una durada màxima de quatre anys i hi poden presentar ofertes indicatives tots els empresaris que reuneixin les condicions fixades prèviament en el plec de clàusules. Després de l'avaluació de les ofertes indicatives, es comunica als licitadors si hi són admesos o en són exclosos, del sistema. Cada contracte específic que es vulgui adjudicar en el marc d'un sistema dinàmic ha de ser objecte d'una licitació i els empresaris admesos són convidats a presentar una proposició per al contracte específic. El desenvolupament del sistema i l'adjudicació dels contractes s'efectua exclusivament per mitjans electrònics, informàtics i telemàtics. En l'àmbit de l'Administració de la Generalitat i pel que fa a la tramitació dels procediments de contractació, hi destaca el gestor electrònic d'expedients de contractació (GEEC)

## Acords Marc
Els òrgans de contractació del sector públic poden concloure acords marc amb un o diversos empresaris per tal de fixar les condicions a què s'han d'ajustar els contractes que pretenguin adjudicar durant un període determinat, sempre que el recurs a aquests instruments no s'efectuï de manera abusiva o de manera que la competència es vegi obstaculitzada, restringida o falsejada. Quan l'acord marc es conclogui amb diversos empresaris, el nombre d'aquests ha de ser, almenys, de tres, sempre que hi hagi un nombre suficient d'interessats que s'ajustin als criteris de selecció o d'ofertes admissibles que responguin als criteris d'adjudicació. La durada d'un acord marc no podrà excedir de quatre anys, excepte en casos excepcionals, degudament justificats.

## L'òrgan de contractació
La representació dels ens, els organismes i les entitats del sector públic en matèria contractual, correspon als òrgans de contractació, unipersonals o col·legiats, que, en virtut de norma legal o reglamentària o disposició estatutària, tinguin atribuïda la facultat de subscriure contracte en el seu nom. en funció del que diu la llei 30/2007. En funció del que indiquen la llei 30/1992 i la llei 30/2007 la competència de l'òrgan de contractació és requisit essencial per a la subscripció dels contractes de les administracions. Si hi manca, el contracte adjudicat és nul de ple dret si l'òrgan és manifestament incompetent per raó de la matèria o del territori.

## Requisits per contractar amb el sector públic

### L'empresari
Perquè un empresari pugui ser contractat per una administració pública ha de:
- Tenir personalitat, d'acord amb el dret espanyol o algun d'estranger. La personalitat és un atribut propi de qualsevol persona física —o natural— i també de les persones jurídiques

constituïdes legalment, en qualsevol de les formes que la llei admet (societats, fundacions, associacions).
- Tenir plena capacitat d'obrar.
- Acreditar que es disposa de la solvència econòmica, financera i tècnica o professional. En els supòsits que la llei determina, l'acreditació és substituïda per la classificació de contractista corresponent.
- Disposar de l'habilitació empresarial o professional que, si escau, s'exigeixi en cada cas per a la realització de l'activitat o la prestació que constitueix l'objecte del contracte.

### La capacitat de l'empresari
En funció de la llei 30/2007 poden contractar amb les entitats i organismes del sector públic les persones naturals o jurídiques, espanyoles o estrangeres que tingui plena capacitat d'obrar, en funció del que digui el Codi civil, el dret mercantil i la legislació específica per a les fundacions. Les persones jurídiques només poden ser adjudicatàries de contractes si les seves prestacions estan compreses dins la finalitat, l'objecte o l'àmbit d'activitat que, d'acord amb els estatuts o regles fundacionals, els són propis.
Si es tracta d'empresaris estrangers, la seva capacitat es regeix pel dret de l'estat de procedència. La nacionalitat només determina la legislació que els és aplicable per a la regulació de la capacitat i per a l'establiment de la necessitat del compliment o l'excepció de determinats requisits i la forma d'acreditar-los. De totes maneres, en empreses provinents d'estats de la Unió europea no hi ha requisists específics i tan sols és necessària una habilitació, mentre que els que són membres d'estats de fora de la Unió Europea d'acreditar la seva capacitat per mitjà d'un informe de la Missió Diplomàtica Permanent o de l'Oficina Consular espanyola corresponent al domicili de l'empresa.
Hi ha supòsits especials d'exigència de capacitat d'obrar i compatibilitat:
- No poden concórrer a les licitacions dels contractes del sector públic les empreses que han participat en l'elaboració de les especificacions tècniques o dels documents preparatoris, sempre que la participació pugui provocar restriccions a la lliure concurrència o comportar un tracte privilegiat respecte a les altres empreses licitadores, tot això sense perjudici de les normes que regulen el procediment de diàleg competitiu.[3]
- Els contractes que tenen per objecte la vigilància, la supervisió, el control i la direcció de l'execució d'obres i instal·lacions no poden adjudicar-se a les mateixes empreses adjudicatàries dels contractes d'obres corresponents, ni a les empreses que s'hi vinculen.[3]

### La solvència de l'empresari
En funció de la llei 30/2007 la justificació de la solvència econòmica i financera de l'empresari es pot acreditar, segons determini l'òrgan de contractació, a través d'un o de més d'un dels mitjans següents:
- Declaracions apropiades d'entitats financeres o, si escau, justificant de l'existència d'una assegurança per riscos professionals.
- En el cas de persones jurídiques, els comptes anuals o extracte dels comptes, presentats al Registre Mercantil o al registre oficial que correspongui. Si es tracta d'empresaris no obligats a presentar els comptes a un registre, poden aportar els llibres de comptabilitat degudament legalitzats.
- Declaració relativa al volum global de negocis i, si escau, sobre el volum de negocis en l'àmbit corresponent a l'objecte del contracte, relatiu als tres últims exercicis.

Si, per raons justificades, un empresari no pot facilitar les referències sol·licitades, pot acreditar la solvència a través de qualsevol altra documentació que l'òrgan de contractació consideri suficient.
Per altra banda, també és possible que es demani a l'empresari que justifiqui la seva solvència tècnica per a realitzar l'obra.

## La classificació empresarial
La classificació empresarial és una declaració administrativa de l'òrgan classificador competent en virtut de la qual es constata la solvència econòmica, financera i tècnica o professional d'un empresari. La classificació origina la inscripció en elRegistre Oficial d'Empreses Classificades. La certificació de la inscripció corresponent substitueix la necessitat d'acreditar la solvència en cada procediment de selecció i adjudicació de contractes, i també les condicions d'aptitud de l'empresari pel que fa a la personalitat i capacitat d'obrar, la representació, l'habilitació professional o empresarial, i també la concurrència o no de les prohibicions de contractar que han de constar-hi. La Junta Consultiva de Contractació Administrativa del Ministeri d'Economia i Hisenda d'Espanya és l'òrgan competent en l'àmbit estatal per a les classificacions, i els seus acords produeixen efectes davant qualsevol òrgan de contractació del sector públic, i li correspon la gestió del Registre Oficial de Licitadors i Empreses Classificades de l'Estat. Les comunitats autònomes poden crear els seus propis registres oficials de licitadors i empreses, mentre que els ens locals es regulen pel que es regeix a nivell estatal.

### Registres oficials de licitadors
En els registres oficials de licitadors i empreses classificades poden constar per a cada empresa que s'hi inscriu les dades següents: 
- Les relatives a personalitat i capacitat d'obrar
- Les relatives a les facultats de representació
- Les relatives a autoritzacions o habilitacions professionals
- Les relatives a la solvència

La seva inscripció és voluntària, i entre registres estatals i autonòmics hi ha l'obligatorietat de col·laboració.